# Julien Rey (raseteur, 1903)
Pour les articles homonymes, voir Julien Rey et Rey.
Julien Rey, né le 4 août 1903 à Beaucaire et mort le 30 juin 1989 à Tarascon, est un raseteur puis tourneur français, vainqueur de la Cocarde d'or.

## Biographie
Exploitant agricole au domaine des Brunettes, il commence sa carrière de raseteur dans les plans taurins, il acquiert sa notoriété à Aimargues où il est porté en triomphe dans les rues du village.
Il est, pour Jacky Siméon, celui qui a « fait naître l'art du raset ».
Le 10 avril 1937, il crée l'Amicale des raseteurs.
À la fin de sa carrière, il est tourneur pour Roger Pascal, André Falomir, Roger César et Félix Castro. Il prend sa retraite en 1958, après une course à Nîmes face au cocardier Cosaque, auquel il lève sa cocarde. En 1987, il devient président d'honneur du club des « Anciens razeteurs ».

## Palmarès
- Palme d'or : 1928, 1929, 1930, 1932, 1934 ou 7 fois selon d'autres[3]
- Cocarde d'or : 1930, 1931[4]

## Sobriquet
Il était surnommé Le Fondu.

## Postérité
Le club taurin beaucairois Julien Rey, présidé par le raseteur Benjamin Villard, porte son nom.